# 泡子站
泡子站是一个大郑线上的铁路车站，位于辽宁省阜新蒙古族自治县泡子镇，建于1927年，目前为四等站，邮政编码为123119。目前客运：办理旅客乘降；行李、包裹托运；货运：办理整车货物发到；不办理罐装危险货物发到。